# BMW N45
| N45                            | N45                                                   |
| ------------------------------ | ----------------------------------------------------- |
|                                |                                                       |
| Виробник:                      | BMW                                                   |
| Марка:                         | N45                                                   |
| Тип:                           | Чотирициліндровий двигун                              |
| Робочий об'єм:                 | - 1,6 л - (1,596 куб.см) - 2,0 л - (1,997 куб.см) см3 |
| Максимальна потужність:        | 85-130 кВт (114–174 к.с.) кВт                         |
| Максимальний обертовий момент: | 150-210 Н⋅м Н·м                                       |
| Циліндрів:                     | 4                                                     |
| Клапанів:                      | 16                                                    |
| Хід поршня:                    | - 72 мм (2,83 дюйма) - 88 мм (3,46 дюйма) мм          |
| Діаметр циліндра:              | - 84 мм (3,31 дюйма) - 85 мм (3,35 дюйма) мм          |
| Охолодження:                   | рідинне охолодження                                   |
| Газорозподільний механізм:     | DOHC з VVT                                            |
| Матеріал блоку циліндрів:      | Алюміній                                              |
| Матеріал ГБЦ:                  | Алюміній                                              |
| Тактність (число тактів):      | 4                                                     |
| Рекомендоване паливо:          | Бензин                                                |

BMW N45 — рядний чотирициліндровий атмосферний бензиновий двигун, який замінив BMW N40 і випускався з 2004 по 2011 рік. Випускався разом із двигуном BMW N46 і продавався лише в кількох країнах, де податки на транспортні засоби надавали перевагу двигунам малого об’єму.
N45 заснований на BMW N46, однак він не має балансувальних валів або Valvetronic (змінний підйом клапана). Як і N42 і N46, N45 має подвійний VANOS (змінні фази газорозподілу). У 2007 році відбулося оновлення N45, яке отримало назву N45N.
У 2007 році був представлений наступник N45 — BMW N43. Однак N43 з прямим уприскуванням не продавався в країнах з паливом з високим вмістом сірки, тому N45 продовжував випускатися разом з N43. Модель N45 була виведена з виробництва, оскільки були випущені автомобілі нового покоління з чотирициліндровим двигуном BMW N13 з турбонаддувом.

## Характеристики
| Двигун  | Об'єм                   | Потужність                              | Крутний момент                      | Роки      |
| ------- | ----------------------- | --------------------------------------- | ----------------------------------- | --------- |
| N45B16  | 1 596 см3 (97,4 дюйм3)  | 85 кВт (114 гальм. к. с.) at 6,000 rpm  | 150 Н⋅м (111 фунт⋅фут) at 4,300 rpm | 2004-2011 |
| N45B20S | 1 997 см3 (121,9 дюйм3) | 130 кВт (174 гальм. к. с.) at 7,000 rpm | 210 Н⋅м (155 фунт⋅фут) at 4,250 rpm | 2006      |

## Застосування

### N45B16
- 2004–2011 E81/E87 116i
- 2006–2011 E90/E91 316i

### N45B20S
N45 було збільшено до 1997 куб., для омологації E90 320si для Чемпіонату світу з турінгових автоперегонів. N45 було обрано замість старішого N46, тому що відсутність механізму змінного підйому клапанів дозволяла вищі швидкості двигуна. Замість цього двигун використовував подвійні верхні розподільні вали та 16 клапанів. Основною візуальною відмінністю є кришка клапана з вуглецевого волокна.
- 2006 E90 320si (Модель обмеженого виробництва)